# 傑克遜 (紐約州)
傑克遜（英語：Jackson）是一個位於美國紐約州華盛頓縣的鎮。

## 人口
根據2020年美國人口普查的數據，傑克遜的面積為97.29平方千米，當中陸地面積為96.24平方千米，而水域面積為1.05平方千米。當地共有人口1723人，而人口密度為每平方千米18人。